# بطة محمرة

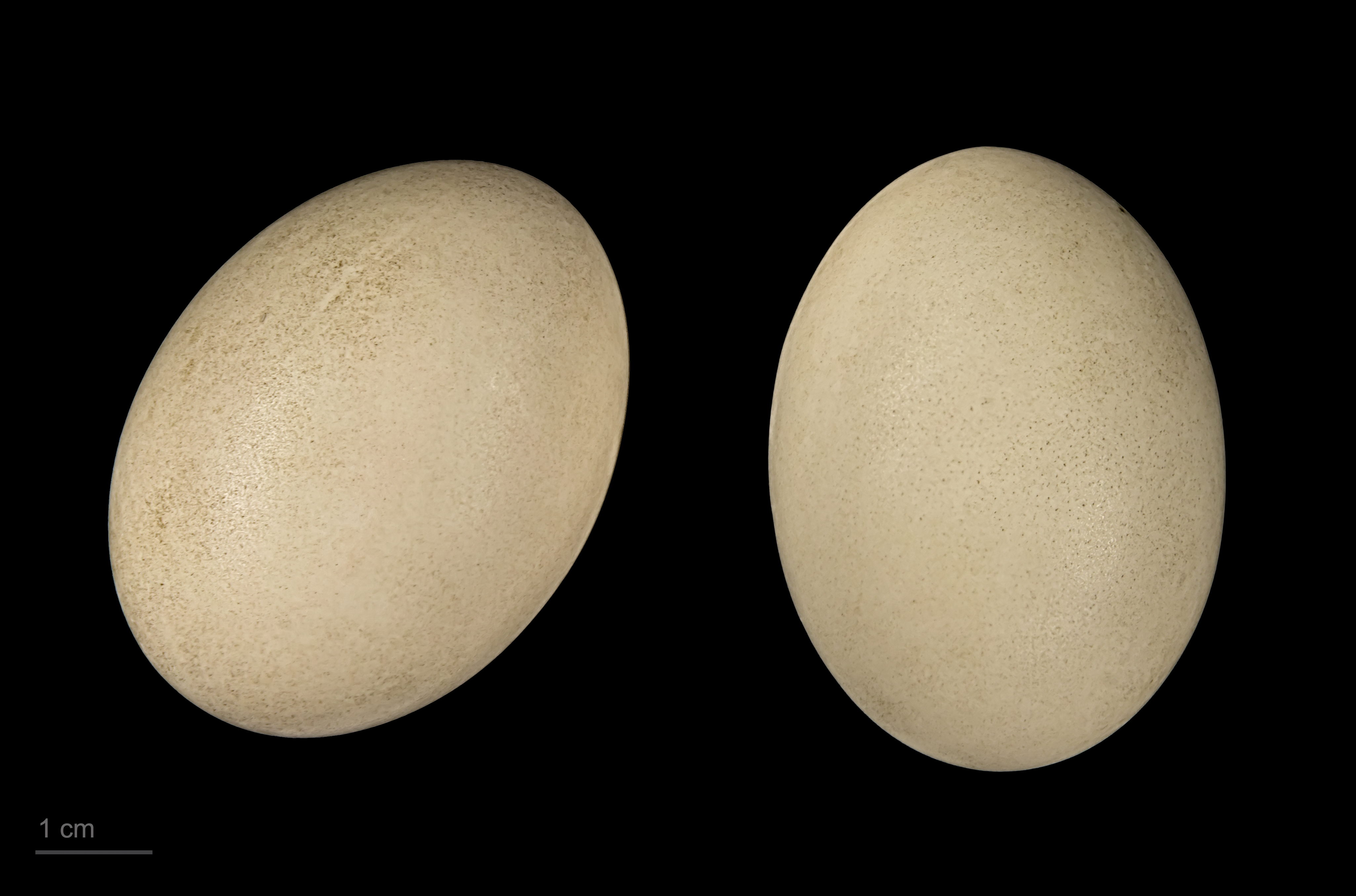
Aythya nyroca

البطَّة المُحمرَّة أو العفاس الأصدأ أو بطة حديدية أو الحمراوي أبيض العين (الاسم العلمي: Aythya nyroca). هي بطة غواصة كبيرة من المنطقة القطبية الشمالية القديمة.

## التوزع العالمي
صيفا تتواجد من أسيا الوسطى إلى اليونان، وكذلك في الجنوب الشرقي لإسبانيا و شمال أفريقيا. أما شتاء، فتصل حتى الهند، الهند الصينية شمالا وجنوب الصحراء.

## التكاثر
تبدأ في أواخر شهر مايو أين تضع الأنثى بيضا من 7 - 10 بيضات، وتحضنها لمدة 28 يوما، مع ملاحظة وجود تطفل بعض الإناث على بعضها بوضع بيض زائد في أعشاش الغير.

## تواجدها في بحيرة طونغا
- تتعتبر البطة الحديدية أهم طائر متواجد في بحيرة طونغا بولاية الطارف في الجزائر وهو يمثل نسبة 1% من التواجد العالمي كله .

## معرض صور

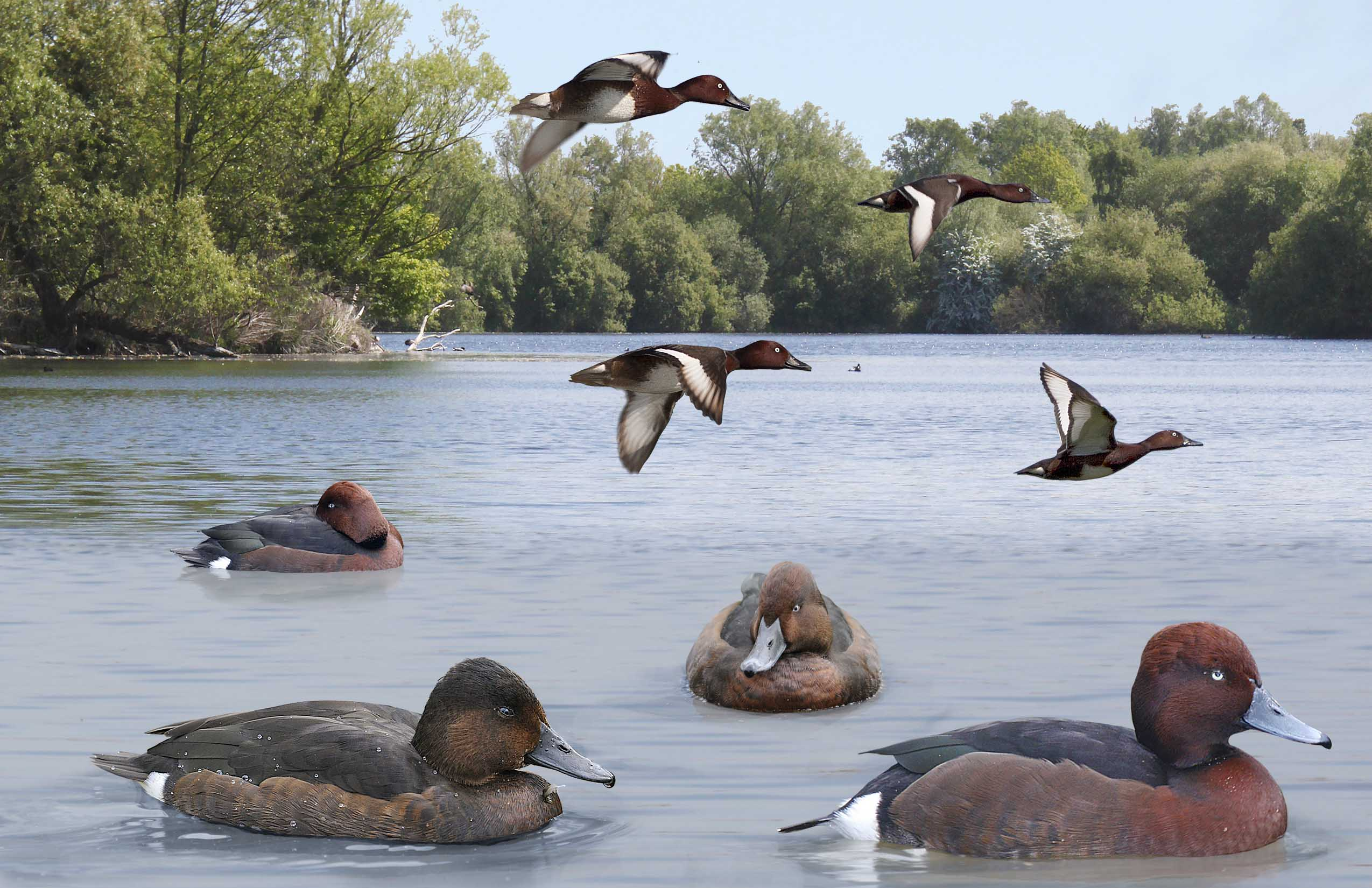
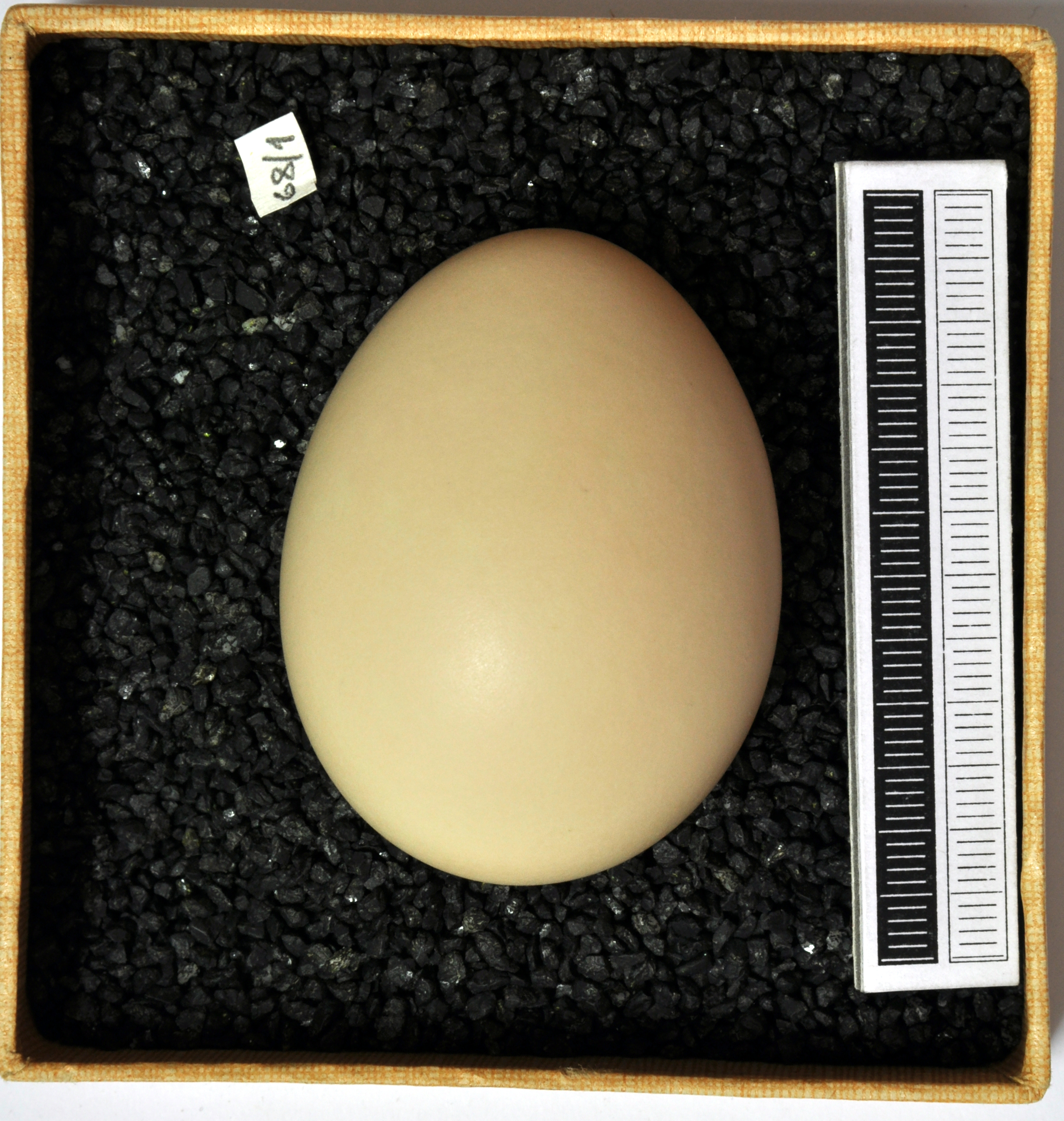
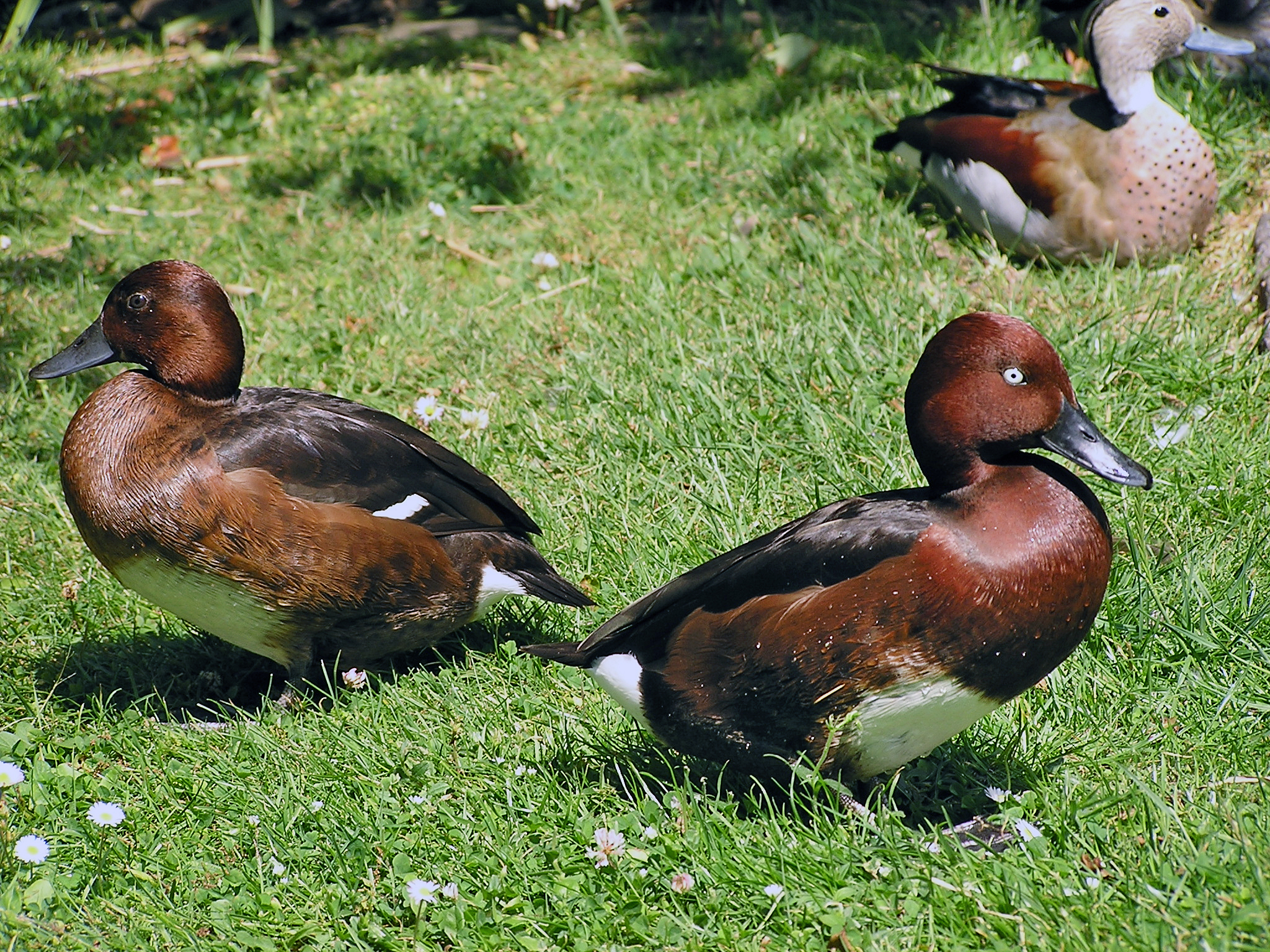
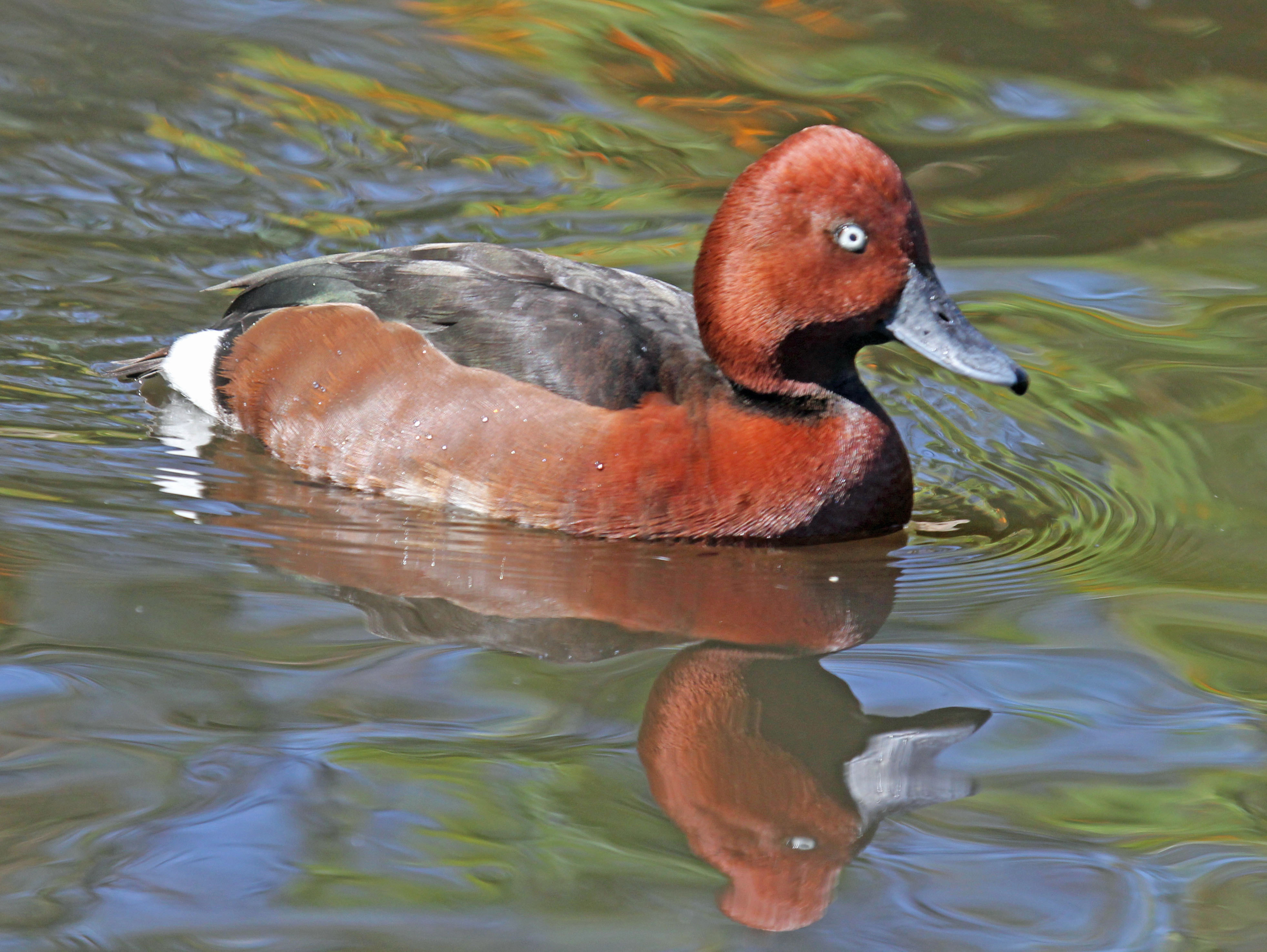